# La Comète (film, 1950)
Pour les articles homonymes, voir Étoile filante (homonymie).
Pour plus de détails, voir Fiche technique et Distribution.
La Comète (Der fallende Stern) est un film allemand réalisé par Harald Braun, sorti en 1950.

## Synopsis
En 1910, le passage de l'étoile filante, comète de Halley, traumatise la petite Elisabeth Hollreiser, croyant fermement qu'il doit y avoir un lien causal entre l'événement naturel et l'éclatement de sa famille et tout son malheur ultérieur. Peu après la Seconde Guerre mondiale, elle travaille comme assistante sociale dans un camp de déplacés des territoires de l'Est. Elisabeth Hollreiser est confrontée chaque jour à la misère sociale et humaine des sans-abri, qui la laisse indifférente. Elle ne montre aucune sympathie pour la détresse émotionnelle de la jeune réfugiée Alma. Sa dépression augmente avec le temps, tout comme son amertume face à ce qu'elle considère comme un gâchis dans sa propre vie.
Un jour, arrivent deux étranges, Lucius et Lemura, qui bouleversent sa vie. L'un est conducteur de train et l'autre un locataire de cantine. En vérité, cependant, ils incarnent le bien et le mal, l'ange et le diable, et confrontent maintenant Elisabeth à elle-même. Tous deux se complètent comme le yin et le yang et font qu'Elisabeth affronte enfin ses peurs traumatisantes d'enfance. Lucifer Lemura symbolise le passé, le terrible souvenir qui a tenu Elisabeth en étau pendant quatre décennies et, avec l'apparition de la comète de Halley, a créé une menace perpétuelle qui ne représente qu'une peur refoulée de la vie. Lucius, d'autre part, sait enfin comment briser ces peurs, et la Bible et la ferme croyance chrétienne en un seul Dieu l'y aide. Au moins Lucius parvient-il à libérer Elisabeth Hollreiser de son endurcissement intérieur. Au moment décisif, l'assistante sociale sauve Alma d'un suicide planifié. Le film laisse ouverte si la métamorphose d'Elisabeth loin de la dépression et vers la vie réussira réellement, en tout cas il n'y a pas de solution facile en vue.

## Fiche technique
- Titre français : La Comète ou L'Étoile filante[1]
- Titre original allemand : Der fallende Stern
- Réalisation : Harald Braun
- Scénario : Harald Braun et Herbert Witt
- Musique : Werner Eisbrenner
- Photographie : Richard Angst
- Montage : Claus von Boro
- Société de production : Neue deutsche Filmgesellschaft
- Pays :  Allemagne de l'Ouest
- Genre : Drame
- Durée : 108 minutes
- Dates de sortie : 
  - Allemagne de l'Ouest : 19 décembre 1950
  - France : 20 juin 1952[1]

## Distribution
- Werner Krauss : Lenura / Lenoir
- Dieter Borsche : Lucius / Luciano
- Gisela Uhlen : Lore Hollreiser
- Paul Dahlke : Viktor Hollreiser
- Angelika Meissner : Elisabeth Hollreiser à 10 ans
- Maria Wimmer : Elisabeth Hollreiser adulte
- Elfriede Kuzmany : Alma Waurich
- Renate Mannhardt : Trude

## Distinctions
Le film a été présenté en sélection officielle en compétition au Festival de Cannes 1951.